# آرتیوم میرزویان
آرتیوم زارمیکی میرزویان (ارمنی: Արտյոմ Զարմիկի Միրզոյան؛ زادهٔ ۱۴ مهٔ ۱۹۷۸ - درگذشته ۵ نوامبر ۲۰۲۰) یک فرد نظامی اهل ارمنستان بود.

## زندگی‌نامه
وی در ۱۴ مهٔ ۱۹۷۸ در باکو به دنیا آمد و از آکادمی نظامی وازگن سارگسیان فارغ‌التحصیل گشت. همچنین برندهٔ جوایزی همچون مدال گارگین نژده، مدال شجاعت، نشان صلیب رزمی (ارمنستان) (درجه یک) شده است. وی در ۵ نوامبر ۲۰۲۰ در جریان جنگ ۴۴روزه در سن ۴۲ سالگی در جمهوری آرتساخ کشته شد.